# MIKTA

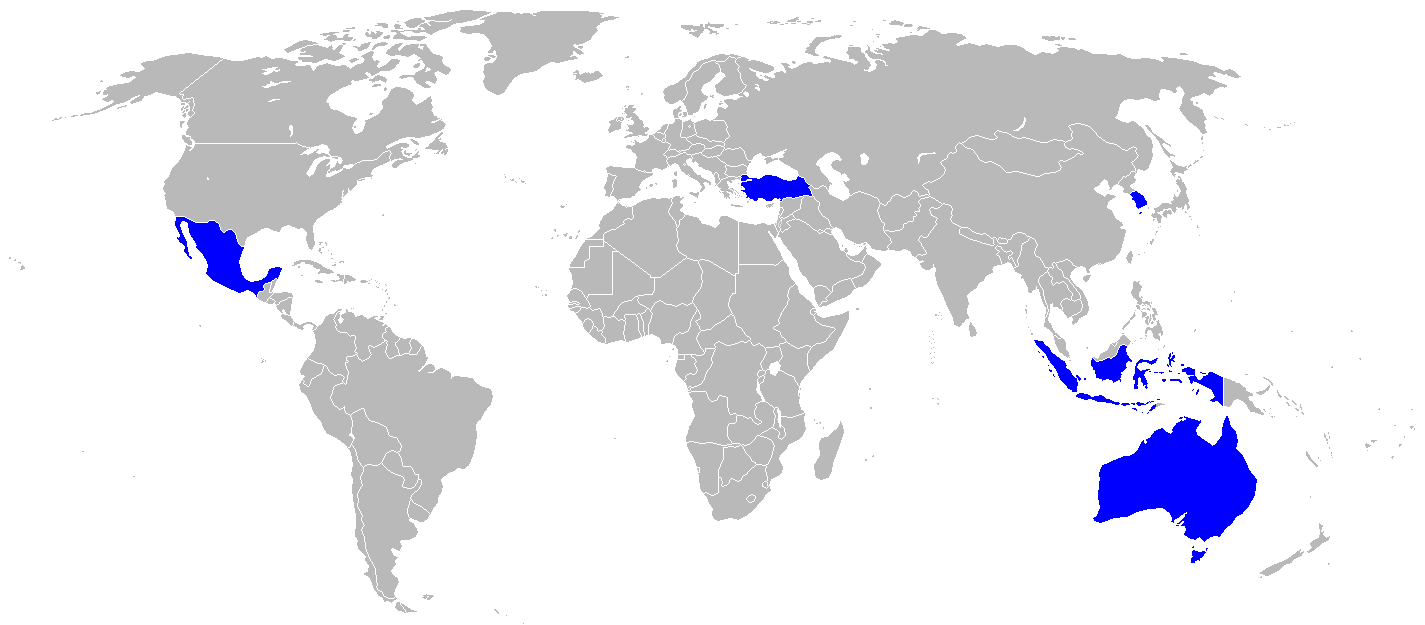
MIKTA 회원국

MIKTA(믹타)는 멕시코(Mexico), 인도네시아(Indonesia), 대한민국(Korea), 튀르키예(Turkey), 오스트레일리아(Australia)가 참여하여 만든 국가협의체로, 2013년 유엔 총회 외교장관회담에서의 모임을 시작으로 발족하였다. 골드만삭스 짐 오닐의 신조어였던 믹트에 어느정도 영향을 받아 기존 믹트 멤버에 오스트레일리아를 포함하여 국가협의체가 된 것으로 보인다. 이들은 인구 규모나 영토 면에서 각각 차이가 크지만, 모든 회원국이 G20 회원국이자 각 지역 내에서 어느정도 역량을 갖춘 지역강국으로 분류되고 있으며, 경제 규모도 2016년 기준 개별 국가가 1조$ 전후로 세계 10위대 초반~중후반 수준에 포진되어 있는 성장세도 견실한 편인 국가군이라는 공통점이 있으며, 일종의 브릭스처럼 역량을 모아 국제적 영향력과 발언권을 형성하고자 하는 것으로 생각된다. 현재 5개국의 GDP 합은 5조8천억$에 달하고, 인구도 5억에 조금 못미치는 정도로 적지 않은 규모이며, 향후 성장세에 따라 더욱 큰 규모의 협의체가 될 수 있으리라 기대된다.

## 역사

### 외교장관회의
- 1차 MIKTA 외교장관회의 : 2013년 9월 25일, 미국 뉴욕 유엔 총회
- 2차 MIKTA 외교장관회의 : 2014년 4월 13~14일, 멕시코 멕시코 시티
- 3차 MIKTA 외교장관회의 : 2014년 9월 25일, 미국 뉴욕
- 4차 MIKTA 외교장관회의 : 2014년 11월 15일, 오스트레일리아 브리즈번 G20

### 고위관료회의
- 1차 MIKTA 고위관료회의 : 2015년 2월 27일, 대한민국 서울

### 국회의장회의
- 1차 MIKTA 국회의장회의 : 2015년 7월 1~5일, 대한민국 서울
- 2차 MIKTA 국회의장회의 : 2016년 10월 5~7일, 오스트레일리아 호바트
- 3차 MIKTA 국회의장회의 : 2017년 9월 28일~29일, 튀르키예 이스탄불
- 4차 MIKTA 국회의장회의 : 2018년 9월 15일~17일, 인도네시아 발리
- 5차 MIKTA 국회의장회의 : 2019년 11월 7일~8일, 멕시코 멕시코시티
- 6차 MIKTA 국회의장회의 : 2020년 12월 17일, 대한민국 서울 (화상회의)

## 회원국 및 정보
| 회원국         | 무역규모 백만$ (2014) | 명목 GDP 백만$ (2014) | PPP GDP 백만$ (2014) | 1인당 GDP(명목) $ (2014) | 1인당 GDP(PPP) $ (2014) | HDI (2014) | 인구 (2014) | G20 | DAC | OECD | NATO | OPEC | 국가경제분류 (IMF) |
| -------------- | --------------------- | --------------------- | -------------------- | ------------------------ | ----------------------- | ---------- | ----------- | --- | --- | ---- | ---- | ---- | ------------------ |
| 오스트레일리아 | 496,700               | 1,442,722             | 1,099,771            | 61,066                   | 46,550                  | 0.933      | 23,599,000  | ○   | ○   | ○    | ×    | ×    | 선진국             |
| 인도네시아     | 346,100               | 888,648               | 2,685,893            | 3,524                    | 10,651                  | 0.684      | 251,490,000 | ○   | ×   | ×    | ×    | ○    | 개발도상국         |
| 대한민국       | 1,170,900             | 1,410,383             | 1,783,950            | 27,970                   | 35,379                  | 0.891      | 50,437,000  | ○   | ○   | ○    | ×    | ×    | 선진국             |
| 멕시코         | 813,500               | 1,291,062             | 2,148,884            | 10,784                   | 17,950                  | 0.756      | 119,581,789 | ○   | ×   | ○    | ×    | ×    | 개발도상국         |
| 튀르키예       | 417,000               | 798,332               | 1,514,859            | 10,381                   | 19,698                  | 0.759      | 77,324,000  | ○   | ×   | ○    | ○    | ×    | 개발도상국         |

## 같이 보기
- 믹타 국회의장회의
- 브릭스